# マヌエル・ラッザリ
- マヌエル・ラッザリ
- マヌエル・ラッツァーリ

マヌエル・ラッザリ（Manuel Lazzari、1993年11月29日 - ）はイタリア・ヴァルダーニョ出身のサッカー選手。SSラツィオ所属。イタリア代表。ポジションはMF・DF。
姓はラッザリあるいはラッツァーリの表記が見られるが、イタリア語での発音に従うと前者が近いものとなる。

## 経歴

### クラブ
2014年8月31日、レガ・プロに属していたSPALでプロデビューを果たす。2015-16シーズンにはレガ・プロ・ジローネB、2016-17シーズンにはセリエBでそれぞれ優勝及び昇格を経験。セリエA初挑戦となった2017-18シーズンはリーグ戦36試合に出場し、右ウィングバックとしてクラブの1部残留に貢献。続く2018-19シーズンもリーグ戦33試合に出場し、主力としてクラブの2年連続残留に尽力した。
2019年7月12日、SSラツィオへの移籍が同クラブから発表された。

### 代表
2018年9月、同月に行われるUEFAネーションズリーグの2試合のイタリア代表メンバーに選出され、代表初招集となった。7日のポーランド戦は出場機会が訪れなかったが、10日のエスタディオ・ダ・ルスでのポルトガル戦にはスターティングメンバーに名を連ね、イタリア代表デビューを果たした。なお、自身はフル出場したものの、試合は0-1で敗れた。

## タイトル
SPAL
- セリエB : 2016-17
- レガ・プロ・ジローネB : 2015-16
- スーペルコッパ・ディ・レガ・プロ : 2016

SSラツィオ
- スーペルコッパ・イタリアーナ : 2019